# Pabellón Diego Carrasco
Pabellón Diego Carrasco (oficialmente Pabellón Municipal de Balonmano Diego Carrasco) es un estadio cubierto situado en el distrito de Puerto de la Torre de Málaga.

## Historia

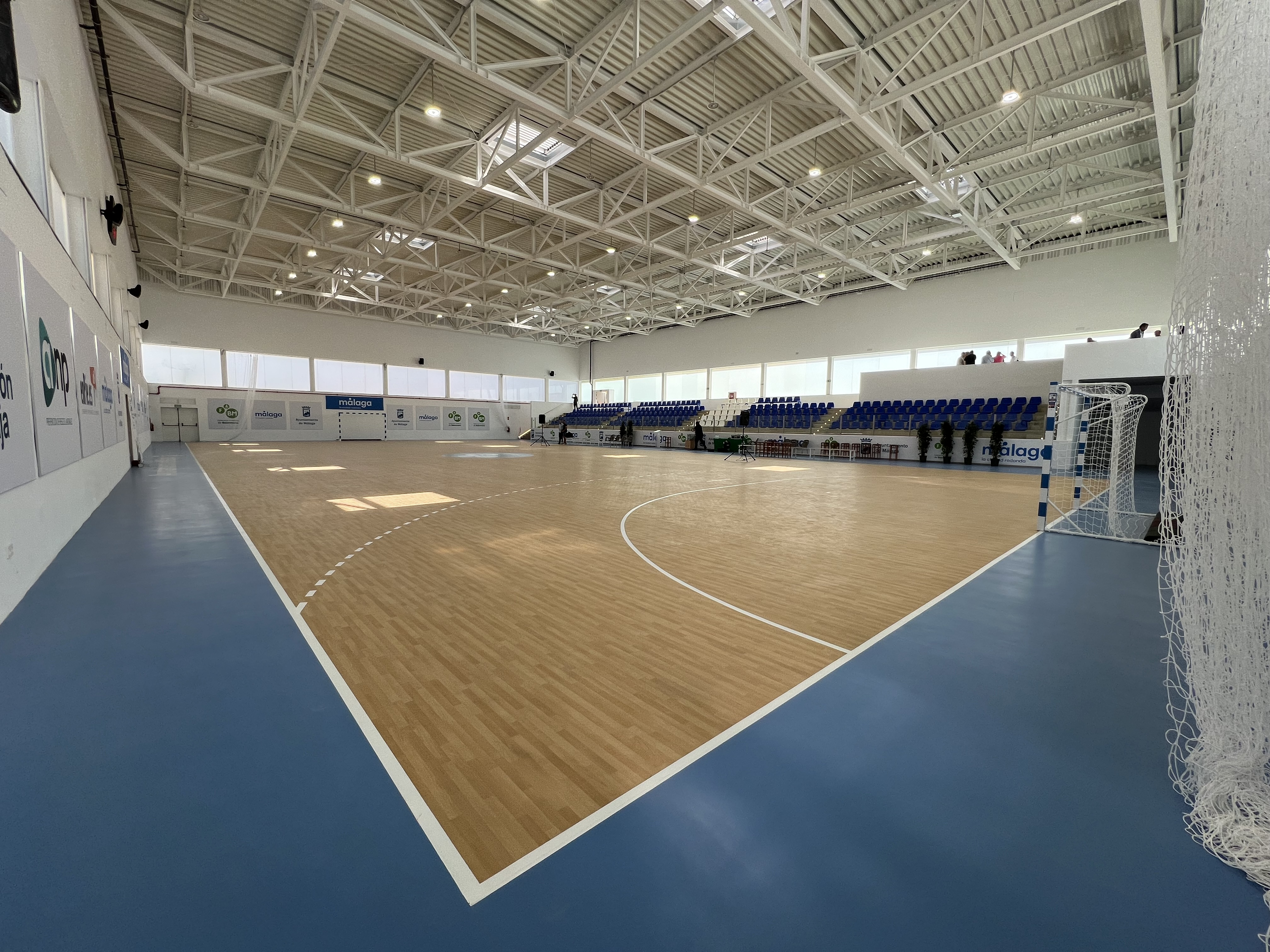
Pabellón Deportivo Diego Carrasco, Málaga

Las obras del pabellón se licitaron en 2017, con el marco de ejecución de 1 año. Las obras fueron adjudicadas a Obras Generales del Norte (Ogensa), por un monto de 1,7 millones de euros que empezó su construcción el 30 de noviembre de 2018. En 2019 y aún por acabar, tras una fuerte tormenta, el techo se desprendió, lo que paró la obra y hubo que reestructurar el espacio, además de entrar en litigio la constructora y el Ayuntamiento por los nuevos costes asociados al desescombro y reedificado (321.424,16 euros). Se retomaron las obras en 2022tras la reanudación de la actividad tras la pandemia con el aporte por parte del Ayuntamiento de un extra de 852.025 euros. A mediados del 2023 las obras de reposición de la cubierta de la instalación estaban a pleno rendimiento.

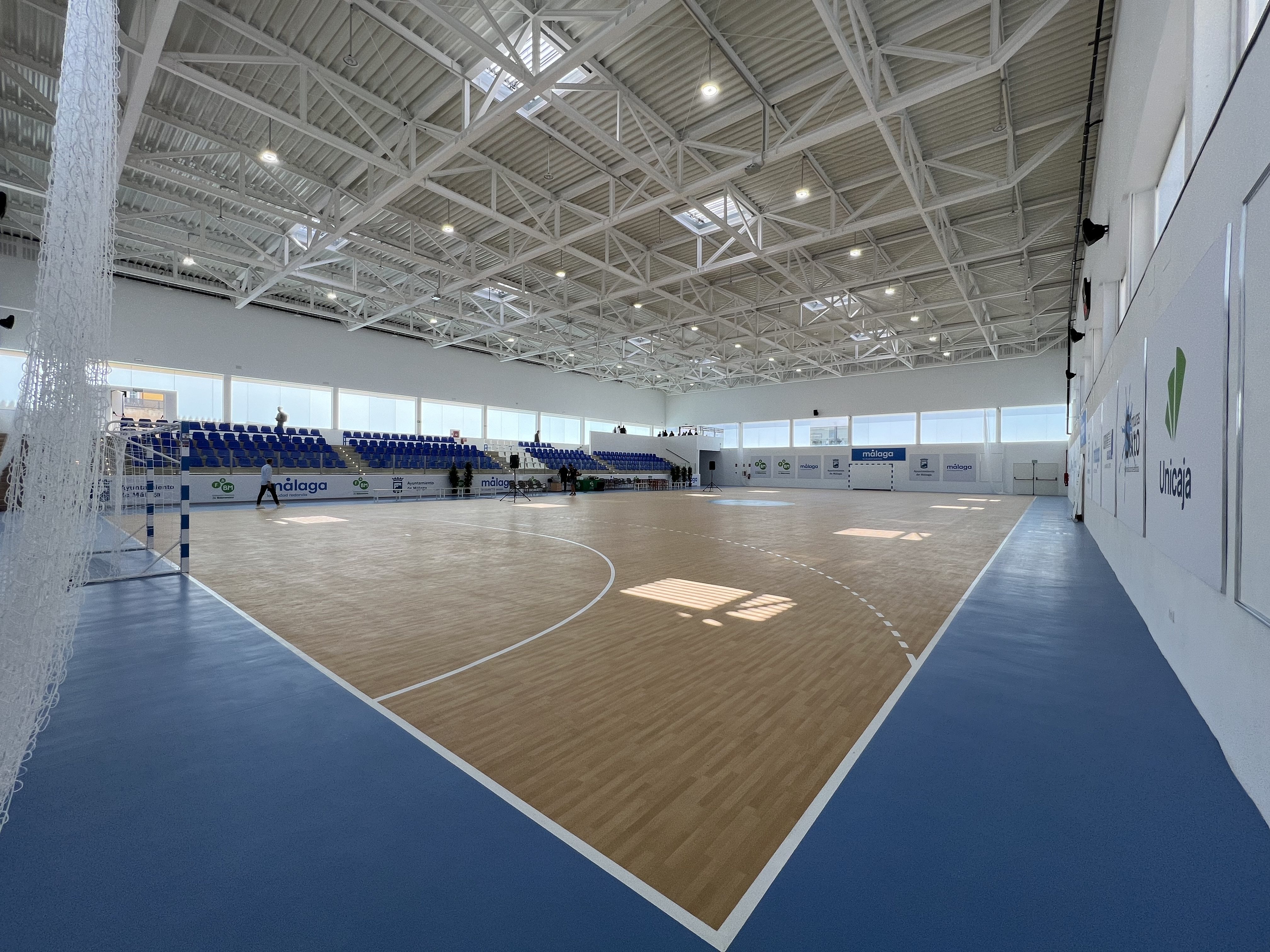
Pabellón Deportivo Diego Carrasco, Málaga

El 10 de junio de 2024 fue inaugurado con la presencia de Francisco de la Torre, los concejales delegados de Urbanismo, Deporte y distrito Puerto de la Torre, Carmen Casero, Borja Vivas, Jacobo Florido y el presidente de la Federación Andaluza de Balonmano Sebastián Fernández Molina.
La Federación Andaluza de Balonmano será la que gestione el equipamiento mediante una cesión directa y gratuita por 10 años, prorrogables por periodos de 5 años.
Tras una inversión de 2,6 millones de euros (600.000 euros por encima de lo previsto) abrió sus puertas el 10 de junio de 2024.

### Diego Carrasco
El pabellón recibe el nombre del entrenador malagueño Diego Carrasco Becerra, fallecido trágicamente en 2019. La propuesta de nomenclatura vino de la mano de la concejala de deportes de la ciudad Noelia Losada.

## Equipamiento
Sobre una superficie de 3.172 m2 el edificio está construido en dos alturas y con una zona de gradas con capacidad para 240 espectadores.
En la planta baja se encuentra: control de acceso, aseos para el público, oficinas de administración y un espacio de bar-cafetería.
En la planta -1 se encuentra el espacio deportivo (altura libre de 8 metros), además de cuatro vestuarios, vestuarios para técnicos y árbitros, enfermería y almacén.